# ويليام فولكر
ويليام فولكر (بالإنجليزية: William Volker)‏ هو شخصية أعمال أمريكي، ولد في 1 أبريل 1859، وتوفي في 4 نوفمبر 1947.